# Chaetopsis anomalipennis
Chaetopsis anomalipennis är en tvåvingeart som först beskrevs av Malloch 1933.  Chaetopsis anomalipennis ingår i släktet Chaetopsis och familjen fläckflugor. Inga underarter finns listade i Catalogue of Life.